# テント (漫談家)
テント（本名：三浦 得生（みうら とくお）、1951年〈昭和26年〉5月16日 - 2016年〈平成28年〉9月27日）は、日本の漫談家、タレント。吉本興業所属。大阪府八尾市出身。近畿大学附属高等学校卒業。

## 芸風
放送メディアにめったに出演しない姿勢から、未確認生物になぞらえ「ツチノコ芸人」「お笑い界のツチノコ」と評されたほか、先鋭的な芸風から師匠の上岡龍太郎に「出てくるのが10年早かった」と言わしめたり、「21世紀型芸人」と形容されたりした。晩年はさらなる露出の減少から、自らを「架空の人物」と名乗っていた。
テントの漫談は短いネタを唐突に次々と繰り出す形式であり、とぼけた淡々とした調子で合間にギャグを挟みながら、最後には「人間パチンコ」のような珍芸を披露した。漫談の際には決まって「言うときますが、これおもろなかったら、これからずっと、おもろないよ。ここが僕の漫談の、山場やからね」「わからん人ほっときますよ。いちいち説明しませんよ。義務教育やないんやからね」といった、恒例のボヤキを入れて落としていた。年末には決まって、忠臣蔵を題材にした長編漫談を演じていた。

## 来歴
大阪府八尾市出身。生家はテント商を営む。近畿大学附属高等学校卒業後の1970年、川上のぼるに入門する（初舞台は「川上こける」とか名乗っていた）も1年余りで辞める。
その後家業の手伝いなどを経て、1973年に松竹芸能の漫才教室に入り、漫才教室の同期生と「テント・シート」を結成するも解散。ピン芸人（漫談家）の「大空テント」として1974年11月11日11時11分、新世界の新花月で初舞台。
ピンでの活躍の傍ら、再び松竹芸能タレント養成所出身の星空まあち（本名：金沢和守、元:星まあち・けんじ）と2度目の漫才コンビ「テント・マーチ」を1976年に結成するも解散。再度ピン芸人に戻り、後に弟子入りする上岡龍太郎に誘われる形で1978年に漫談の勉強会「ピンの会」に参加。この会で同時期にピンで活躍していた幸つくる（吉田拓矢）に誘われ、吉本興業所属となり1981年10月、3度目の漫才コンビ「大空テント・幸つくる」を結成。1982年の第12回NHK上方漫才コンテストで優秀賞を受賞し、一躍脚光を浴びたが、1982年にテント・つくるは解散、その後ピン芸人として活動、1984年4月に、4度目となる漫才コンビをヤマト（山田浩二）と共に「ざっと31」を結成するが1986年初頭に解散。再びピン芸人として活動を始めた。この頃から現在の「テント」に改名。
テントの漫談は1990年代の終わりごろから口コミで話題になり、「テントさんの芸が面白い」というよりも「テントさんが芸をしているところが面白い」という、カルトな人気を持つに至った。中島らもやみうらじゅんらから高く評価され、彼らの主催のライブに出演したほか、一時期、小ホールなどで行なう彼のライヴのチケットは即完売し、手に入りにくいという状況にまでなった。また、このころから、回数は少ないながらテレビ番組に出演し、芸を披露するようになった。
ブレイク後の2000年代初頭は、東京・新宿にある吉本興業の劇場「ルミネtheよしもと」に出演。ネタコーナー「7じ9じ」のトリを務めたり、ワッハホールにて「得別奇角」と題するイベントを定期的に開催したりした。
2016年9月27日19時50分頃、大阪市天王寺区の地下鉄谷町九丁目駅上の横断歩道を横断中に乗用車に撥ねられ、心肺停止の状態で病院に搬送されたが、同日22時50分頃、死亡が確認された。65歳没。翌日の9月28日、後藤ひろひとのブログマガジンに掲載された追悼記事にて、晩年は軟骨が硬化してしまう難病を患いリハビリ生活をしながら活動していた事が明かされた。通夜は9月29日、告別式は9月30日に、八尾市の葬儀場で営まれ、師匠の上岡をはじめ、弟弟子のぜんじろうや、オール巨人、板東英二、二代目桂ざこばら芸人仲間も参列し、早すぎる死を悼んだ。

## 人物・エピソード
- 本人はあまり積極的に営業をかけるほうではなく、一時期は週休6日の状態（週に1日だけ働いて、残りの6日はオフ）だったこともあるという。上岡が語ったところによると、テントが確定申告をしに税務署へ行ったところ、収入が48万円しかなかったため、係員に「ここに来るよりも民生委員のところに行きなさい」と言われたという[注釈 2]。
- 昔の寄席芸人についてかなり深い知識を持つ。師匠・上岡龍太郎が長年DJを務めていた『歌って笑ってドンドコドン』にゲスト出演したときには、芸歴でははるかに長い上岡自身でも覚えていないような芸人の名や、その芸人の持つエピソードを語った。
- 香川登枝緒は1986年に、「現役の大阪の漫談家では・・・大空テント・・・など前途の楽しみな新人が力強い胎動を示している・・・」と述べている[10]。
- 中学時代、自分の自慰行為に悩む姿を書き連ねた日記をつけており、後年パペポシアター（『鶴瓶上岡パペポTV』のイベント企画）で師匠の上岡龍太郎にその内容を暴露された[注釈 3]。
- 1991年9月に一般女性と結婚をしたが、別居を経て、2014年に離婚した[11]。結婚のきっかけは、テントが東京での仕事の際に共通の知人を通じて一般女性の家に宿泊させてもらい、御礼の手紙を書いたことから、文通による交際が始まったのがきっかけである。当時テントが書いて送っていたラブレターの内容は、ところどころに自分の持ちギャグを入れたり、意味なく色を塗るなど、おおよそ普通の大人が書くものとは思えない内容のものであった。結婚当時の夫婦生活に密着した映像が『鶴瓶&なるみのほんまか』（関西テレビ）などで紹介されたが、その実態は「1日中家で遊び呆けている夫を、妻がアクセサリー加工の内職をしながら世話をすることに終始する」というものであり、取材VTRを見た番組の出演者に「一度も家の外に出ない密着取材VTRを観たのは初めてだ」と言わしめるほどの内容であった。
- 上岡龍太郎は1995年に「（自分のことを）・・・ハナからバカにするやつのことは・・・『まあまあええ人ちゃいます』とかね『普通ですね』とか・・・。ほんまに嫌いになったら『大好きです』って言うんです。『どれぐらい好きやの?』と聞いたら、『そうですね、後ろからレンガでどついたろか思うぐらい好きです』って。絶対嫌いとは言わない。そういうヘンなとこのあるやつです」と述べている[12]。
- 単独ライブ「テントひとりぼっち2[注釈 4]」で引退直前の上岡龍太郎がゲストで登場した時、2代目上岡龍太郎として芸名を譲ると言われたが、「サインが難しい」という理由で丁重に断った。その舞台では、師匠と弟子が並んで「大股開き歩き」で退場という、二度と見られない貴重なシーンが展開された。
- かなりの偏食家で、野菜は「こんなん虫の食べるもんでしょ」と基本的に口にしなかった[13]。
- 後藤ひろひとは、テントの逝去後に「無駄口は叩かず、誰の悪口も言わず、他人に興味を持たなければ、自分に興味を持たれる事も喜ばず、芸人の基本形から大きく外れていた」と、自身のブログで振り返っている[14]。
- 寒空はだかは、テントの逝去後に「師匠の漫談は、実に緻密に構築された方程式。ナンセンスを追求し道化の部分を排除しており、その上でありとあらゆる笑いの切り口や独創的な方法論を無駄なく刈り込み、そのパターンの意外性で勝負している。親しみやすい演じ方と臨機応変なアドリブでは笑いを取らず、ナンセンスな展開だけで面白く思わせる。それが私にとっての魅力であり、師の芸の真骨頂だった。楽屋で私とサシになっても、ナンセンス『に』ではなく、ナンセンス『な』面白い事を話す方だった」と自身の日記で記している[15]。
- 明石家さんまが好んでモノマネをする。

## 語録
- 「ハァ!」
  - 冒頭に必ず言う奇声。平板に言う。
- 「カマキリの落とし子、テント」
  - 自身の容姿や佇まいを形容したもの。自身がサインを書く際、名の横に添えていた。
  - 他にも「お笑い界のツチノコ」「お笑い界のウォーリーを探せ」「お笑い界の海王星」「不器用なボードビリアン」「テテテテ、テント」など、時期によって名乗り口上を変えていた。
- 「こんなんも、入れとこ思てね」
  - 漫談の合間でギャグを挟んだ際に言う。その後に「こんなんどう?」と続け、「そんなんでね・・・」に繋げるパターンが多い。
- 「そんなんでね、どんなんや。そんなんですよ、どんなんや」
- 「わからん人ほっときますよ。いちいち説明しませんよ。義務教育やないんやからね」
- 「あ、すいません。話、変わりましたよ。ぼさーっとしてたらね、時代に取り残されるよ」
- 「言うときますが、これおもろなかったら、これからずっと、おもろないよ。ここが僕の漫談の、山場やからね」
  - 桃太郎の語りとセットであるときが多い。「おじいさんは、山でシバかれました」の後に続けて言う。続けて「どんな山場や。低い山場やなぁ～」とも。
- 「言うときますが、僕の話は、バラバラですよ。分解して家に持って帰って、組み立てて、笑ってください。時々部品足らん事がありますけど」
- 「このネタ、取らんといてな」
- 「笑わしよんなぁ」からの「なんのこっちゃ」
- 「僕の笑いね、意外と奥深いよ。幅狭いけどね」
- 「僕、なかなか、生で見れませんよ。テレビでも見れませんけどね」
  - 「生」と「テレビ」、逆パターンもアリ。
- 「あんまり面白ないですか、さっき考えました。（左肩だけ上げて）急～やもん」
- 「前から考えてたもん! （勢い良く左肩を上げる）」
- 「吉良の首とった、ゆうてもね、頭も一緒にとるんですよ。首だけやったら誰のか分からんからね」
- 「吉良の首とった、ゆうてもね、頭も一緒にとるんですよ。首だけやったら2回切らなあかんからね」
- 「ヌ」
- 「ギョ」
- 「ガッガッガッ」
- 「シビレッター、ピュッ!」
- 「ギャシャリンベン、ドゥッファー!」
- 「トゥルルットゥー、トゥルルットゥー!」
- 「アレレレレレレ、レンゲ草。たんぽぽ、ボタン、ばらずし孝雄は、元子役[注釈 5]」
- 「アレレレレレレ、レンゲ草。そうめん、めん類、類人猿。THE END」

## 主なギャグ
- 大股開き歩き

テントが登場・退場する際の動き。登場の時はマイクの前を通り過ぎたり、そのまま舞台から一度退場したりする。
- 「ウィッ、ウィッ、ウィッ」

ネタ間のブリッジ。両肩を激しくすくめながら言う。
- 歌ネタ

初めに「この歌は、○○に、そして、△△に、そして、トロピカルに歌いたい。よろしく」と言い、「たんたんたんたん」と四打音を口で言って歌に入る。歌のレパートリーは多いが、どの歌のイントロも同じであった。
歌の合間に手足を互いにクロスさせながら「たんたんちーん、たんたんちーん」と言う。
- 人間パチンコ[2]

全身で打ち出されたパチンコ玉や回るスロットを表現し、クロスした両腕を交互に回転させながら「グルグルグル・・・7、7」と指を立てて数字を出していく。客に数字が揃うところを期待させ、一度7を出した両手を傾けて「斜め!」と言ったり、5と見せかけて「手のひら! ・・・なんのこっちゃ」などと言って落とす。
本人いわく「いつフィーバーになるかわからへん」が、まれに数字が揃うときがあり、その際は「ジャラジャラ」と叫びながら大きく飛び跳ね、大当たりを表現する。
落語家の露の新治の発案といい、新治は「人間パチンコをやる時はかならずそのことを言うように」と念を押したが一度も言ったことがなかったという。
- 蜘蛛の決闘[3]

手を蜘蛛に見立てて左右の手で闘わせる。テント本人いわく、「どちらの手が勝つかわからへん」位、熱中してしまうらしく、「上岡が左手に千円賭ける、と言った時に左手の蜘蛛が勝ってしまった」などと語っている。上岡にとっては千円でもテントにとっては大金であると推測される為、賭け金が支払われたかどうかは定かでは無い。
- 蜘蛛の歩き方
- 蜘蛛の天気予報

決闘の導入前にツカミとして行われる事がある。
- みのむし[3]

風に吹かれて揺れている所の形態模写。
- 尺取虫
- 蟹の動き

メガネを取り、それを両手で掴んで指を足に見立てる。
- 横山ノックのものまね

「元大阪府知事の横山ノックです!」と言うもの。

## 賞レース戦績

### 大空テント・幸つくる
- 1982年 NHK上方漫才コンテスト 優秀賞
- 1982年 ABC漫才・落語新人コンクール ノミネート

### ざっと31
- 1985年 NHK上方漫才コンテスト ノミネート

### テント
- 2002年 R-1ぐらんぷり 準決勝進出
- 2005年 R-1ぐらんぷり 準決勝進出

## メディア出演

### テレビ番組
- どてらい男（関西テレビ）

1975年12月の第113回「あゝ! 立売堀」で、前戸商店(新)の丁稚を演じ竹田にどやされた。
- たけしのお笑いサドンデス（TBSテレビ）
- ツキイチダウンタウン（毎日放送）

1989年4月21日の「～噂にならない達人達～」に出演。人間の体をちょっと科学的に、ちょっと物理的に分析するネタをした。トークで竹中功が、みうらじゅん、ダウンタウンに対し「（竹）いっぺんオーロラ名乗ってたんですわ、そのあと（大空テントの後の意味）。自分、喋られへんで、噛んでんな」「（テ）舌噛んでやめたんです」「（竹）ほんでまた、オーロラ取って」と話している（大空テント→オーロラテント→テント）。最後に「蜘蛛の決闘」を上岡ネタ付きで披露した。
- 鶴瓶上岡パペポTV（読売テレビ）

1990年3月の企画で、笑福亭鶴瓶と上岡龍太郎が大阪市東住吉区の長居公園の相撲場において相撲の五番勝負「嵐の春場所」を行なうこととなったが、当日都合のためドタキャンした上岡龍太郎が、彼を自身の代わりに「剛の者」として送りこんだ。結果は5戦全敗。また、翌週の収録の前説にも、締め込みに化粧廻しという姿で5分ほど登場し、歌「わらびもち」（後述）を披露した。
- テレビのツボ（毎日放送）

1992年2月8日の今日の特集、「背中で語る（モノマネつき）名脇役の魅力」で、初めにジョーズ、ジョーズ2のネタをやり、高品格、藤岡琢也、笠智衆、大滝秀治、栗塚旭、牟田悌三の各氏をボードで紹介。「今、ちょっと、急にモノマネしとぅなりました」とそれぞれのモノマネをした。モノマネした人の共通点は、フリップに「普通の役、はまりがたし」「背中で演技」「絶対いい人と思う」「なぜかドリンクのCM」と。
- ナンバ壱番館（朝日放送テレビ）

1999年12月放送回ではリットン調査団・しましまんずらと共に、2003年1月放送回では単独ゲストとして出演。
- めちゃ×2イケてるッ!（フジテレビ）

2000年11月放送の「笑わず嫌い王決定戦」にてトリを務める。漫談の最後に「人間パチンコ」、その後のトーク中に「蜘蛛の決闘」を披露した。
- ここがヘンだよ日本人（TBSテレビ）

「日本の芸人は世界に通用するのかコンテスト」というコーナーに出演。
- BACK-UP!（フジテレビ）
- 伊東家の食卓（日本テレビ）

2006年度に「教科書にのらないウラ昭和史」というコーナーに出演。前半では自宅内を撮影した映像が流れ、40年前に自作した双六を披露。後半ではスタジオ内にて漫談を披露し、その後に「蜘蛛の決闘」「蟹の動き」を披露した。
- オールザッツ漫才（毎日放送）

吉本制作の年末恒例の特番。2007年末に出演し、オープニングで「人間パチンコ」を披露した。
- 大阪発疾走ステージ WEST WIND（NHK BS2）

2009年7月26日放送回にコーナー出演。
- ヨルスパ!（関西テレビ）

2014年3月9日に放送されたドラマ「マチカドラマ」の第3話「フィールド・オブ・ドリームス81」に出演。

### 映画
- ありがとう（2006年）[3][4]

赤井英和と共演。阪神・淡路大震災の被災者の一人として出演。
- かぞくのひけつ（2006年）[3][4]

師匠・上岡龍太郎の実子・小林聖太郎監督の実写映画。謎の漢方薬屋として出演。自作の「行き先は若者」（後述）がテーマ曲として使用されている。
- 毎日かあさん（2011年）

小林聖太郎監督の実写映画。子どもが見ている架空の幼児向けテレビ番組に登場。
- マエストロ!（2015年）

小林聖太郎監督の実写映画。借金取りのアニキとして出演。
- 破門 ふたりのヤクビョーガミ（2017年）

小林聖太郎監督の実写映画。劇中のポスターに登場。

### CM
- NTT西日本（天海祐希と共演）[3]

2002年頃、フレッツADSLモア12Mサービスの宣伝にあわせ、持ちネタの一つ「人間パチンコ」をアレンジして披露した。

## 作品集等

### VHS
- テント全集I -冬-

1990年12月、阿倍野アポロホールにて行われた「雀三郎製（じゃくさんせい）アルカリ落語会」で披露された『忠臣蔵』の模様を収録。
ディレクターに嶽本野ばらを起用、資料提供にはガンジー石原が全面協力の上、製作された。

### レコード
- わらびもち（1990年4月、FALL-01）

ライブ「行き先は若者」～「ころは元禄わらびもち」/テントのハウス「泳げ! テントちゃん」
山本精一プロデュースによる7inchレコード。1990年10月に再発（KSK-2010）。
2曲目はコンポーザーとしてモダンチョキチョキズの矢倉邦晃・杉原洋を起用。ゲストで山本精一がギター、吉原貴子がピアノで参加。

### CD
- わらびもち（2000年10月10日、FALL-1010）

マキシシングルで再発された復刻盤。
上記の2曲に加え、1990年10月に大阪十三ファンダンゴにて行われた『ライブ「テントの宴」～「行き先は若者」～「淋しさよ」』が追加収録されている。
- デカメロン（2003年4月16日、MDCL-1441）

テントのハリマオ/みかんの花咲く丘/私たちの国では/猫背の男/一から十まで八つ目ウナギ（テントの数え歌）/行き先は若者2003/飛べたら/パチンコ/むちゃくちゃやん/テントのハリマオ（カラオケ）
初のフルアルバム。「パチンコ」には、ゲストとして大西ユカリが参加している。

### DVD
- わからん人 ほっときますよ ピン芸人 テント（2022年12月12日、TENTHOUSE2201）

漫談: テントひとりぼっち（1997年8月27日、茶臼山舞台）/漫談: テントひとりぼっち３（2000年4月28日、ワッハ上方）/黒板漫談: テントひとりぼっち完 2日目（2000年10月31日、HEPホール）/コメアキラの部屋: 得別奇角 テントご自由にメガネ（2003年5月24日、一心寺シアター）/紙芝居[新説浦島太郎]: 得別奇角 テント55号（2006年5月15日、ワッハ上方）/蜘蛛の決闘: テント冬の火山（2008年12月18日、ワッハ上方）/うた: テント冬の火山（2008年12月18日、ワッハ上方）/うた: テント｢わらびもち｣レコ発イベント（1990年3月30日、心斎橋 MUSE HALL）テント with モダンチョキチョキズ/うた: 得別奇角 テント50（2001年5月15日、HEPホール）with はじめにきよし/人間パチンコ: 得別奇角 テント55号（2006年5月15日、ワッハ上方）/エンドクレジット
テント七周忌を機に発売。漫談、うた、モノマネ、蜘蛛の決闘、人間パチンコまでテントワールドが満載。現在密かに発売中。

### 参加作品
- タワーリングナンセンス（1991年10月10日、ESCB-1238）

スチャダラパーの2ndアルバム。『1000 Speaks』で漫談の音声がサンプリングされている。
- ボンゲンガンバンガラビンゲンの伝説（1993年6月21日、KSC2-37）

モダンチョキチョキズの2ndアルバム。『「くまちゃん」予告編』にゲストで参加。